# محمد الشعار
محمد إبراهيم الشعار نائب رئيس الجبهة الوطنية التقدمية في سوريا ووزير الداخلية السابق في حكومة عادل سفر، من مواليد منطقة الحفة في محافظة اللاذقية عام 1950.

## البداية
ولد الشعار لأسرة مسلمة سنية في محافظة اللاذقية عام 1950.

## الحياة المهنية
انضم الشعار كضابط في القوات المسلحة في عام 1971، وشغل عددا من المناصب الأمنية في شعبة المخابرات العسكرية، بما في ذلك رئيس فرع الأمن العسكري في طرطوس، ورئيس الأمن العسكري في حلب، وقائد الشرطة العسكرية في الجيش السوري. He was the commander of the military police prior to being appointed minister of interior.
عين وزيرا للداخلية في نيسان 2011، ليحل محل اللواء سعيد محمد سمور.

## عقوبات
في 9 أيار 2011، وضع الاتحاد الأوروبي الشعار على لائحة العقوبات جنبا إلى جنب مع 12 مسؤول في النظام السوري. نصت الجريدة الرسمية للاتحاد الأوروبي على أن السبب لفرض عقوبات ضده هي «تورطه في المعاملة العنيفة للمتظاهرين». الحكومة السويسرية أيضا فرضت عليه قائمة في أيلول 2011، لنفس السبب الذي قدمه الاتحاد الأوروبي.

## الحياة الشخصية
الشعار متزوج ولديه ولدان وثلاث بنات.

## محاولة اغتياله
أصيب يوم 18 تموز/يوليو 2012 وسرت شائعات قوية عن مقتله في تفجير استهدف مقر الأمن القومي بحزب البعث بدمشق، أثناء اجتماع وزراء ومسؤولين أمنيين وعسكريين كبار وقيادات بالحزب، خلال الثورة السورية، لكنه تعافى وظهر على التلفزيون السوري بعد عشرة أيام من التفجير مصابا في يده ونافيا الانباء التي تحدثت عن مقتله.
أصيب مرة أخرى في حادث تفجير أمام مبنى وزارة الداخلية السورية في كفر سوسة يوم 12 كانون الأول 2012، نقل على إثرها إلى العاصمة اللبنانية بيروت لتلقي العلاج.في 4 فبراير 2025، سلّم اللواء محمد إبراهيم الشعار، وزير الداخلية السوري السابق في حكومة الرئيس بشار الأسد، نفسه إلى قوات الأمن العام السورية، وفقاً لما نشرته إدارة العمليات العسكرية عبر مقطع مصور على منصة "تليجرام".